# رأس ممحاة (فلم)

هنري سبنسر (جاك فيسك) في لقطة من رأس ممحاة

رأس ممحاة (بالإنجليزية: Eraserhead) فيلم أمريكي سريالي انتج عام 1977، كتبه وأخرجه وأنتجه ديفيد لينش, وهو أول فيلم روائي طويل له، في عام 2004 اعتبرت مكتبة الكونغرس الفيلم بأنه "مهم من الناحية الثقافية والتاريخية والجمالية" وقد اختير ليحفظ في سجل الفيلم الوطني، وصف لينش الفيلم بأنه "حلم الظلام والأشياء المزعجة" وأنه أكثر أفلامه روحانية."

## مسار القصة
هنري سبنسر رجل يعمل في إحدى مصانع الطباعة في بلدة صناعية تضج بضجيج المصانع، يعيش في عمارة لوحدة، يأخذ هنري إجازة من العمل، وفي إحدى الأيام وهو صاعد لشقته تقابله جارته فتقول له بأن صديقتك السابقة ماري إكس إتصلت وهي تدعوك لحضور وجبة العشاء مع والديها في منزلهم، فيذهب هنري إلى منزل صديقته ماري المصابة بنوبات شلل متكررة ويقابل والديها غريبا الأطوار وجدتها التي لا تحرك ساكنا، يتناول معهم العشاء، وتطلب الأم هنري للحديث معه على انفراد في الغرفة المجاورة فتصرخ بوجهه وتعنفه فتقول له هل قمت باتصال جنسي مع ابنتي وتخبره بأن أبنتها حامل وفتطلب ماري منه الزواج منها.انتقلت ماري للعيش في شقة هنري بعد الزواج منه وبعدما أنجبا طفلا مشوها يصرخ كثيرا، فلا تقدر ماري على تحمل الطفل وصراخه فتغادر تاركة هنري معه الذي يعاني من كوابيس مفزعة.

## هوامش
1. ↑  "Eraserhead". IMDB. مؤرشف من الأصل في 07 مارس 2016. اطلع عليه بتاريخ January 1 2012. {{استشهاد ويب}}: تحقق من التاريخ في: |تاريخ الوصول= (مساعدة)
2. ↑  "Eraserhead". The Numbers. مؤرشف من الأصل في 2013-12-14. اطلع عليه بتاريخ 2011-09-23.
3. ↑  "DVD Review: Eraserhead and The Short Films of David Lynch". uncut.co.uk. مؤرشف من الأصل في 2020-03-27. اطلع عليه بتاريخ 2010-09-17.
4. ↑  "Total Film: 11 Movies That Should Be Musicals". totalfilm.com. مؤرشف من الأصل في 2013-12-31. اطلع عليه بتاريخ 2010-09-17.
5. ↑  Ankeny، Jason. "Eraserhead:Overview". Allmovie. مؤرشف من الأصل في 2011-01-13. اطلع عليه بتاريخ 2010-09-16.
6. ↑  Cinefantastique Barry Gifford Interview from lynchnet.com نسخة محفوظة 15 يونيو 2017 على موقع واي باك مشين.
7. ↑  Lynch، David (2006). Catching the Big Fish. New York: Jeremy P. Tarcher/دار. ISBN:1585425400.

## وصلات خارجية
- مقالات تستعمل روابط فنية بلا صلة مع ويكي بيانات
- ويكي رأس ممحاة في الويكيا
- مقابلات ومقالات رأس ممحاة